# Rhopalocranaus albilineatus
Rhopalocranaus albilineatus is een hooiwagen uit de familie Manaosbiidae.